# Grand Prix van de Comminges 1948
De Grand Prix van de Comminges 1948 was een autorace die werd gehouden op 1 augustus 1948 op het Circuit Automobile du Comminges in het Franse Saint-Gaudens.

## Uitslag
| Positie | Rijder                  | Team          | Ronden | Tijd/Opgave     |
| ------- | ----------------------- | ------------- | ------ | --------------- |
| 1       | Luigi Villoresi         | Maserati      | 30     | 2:11:45.5       |
| 2       | "Raph"                  | Talbot-Lago   | 30     | +4:20.7         |
| 3       | Louis Chiron            | Talbot-Lago   | 29     | +1 ronde        |
| 4       | Louis Rosier            | Talbot-Lago   | 29     | +1 ronde        |
| 5       | Pierre Meyrat           | Delahaye      | 28     | +2 ronden       |
| 6       | Nello Pagani            | Maserati      | 27     | +3 ronden       |
| 7       | André Simon             | Delahaye      | 24     | +6 ronden       |
| NF      | Guy Mairesse            | Delahaye      |        |                 |
| NF      | Pat Garland             | Delage        |        | Motor           |
| NF      | Emmanuel de Graffenried | Maserati      |        | Benzine         |
| NF      | Charles de Cortanze     | Amilcar       |        |                 |
| NF      | Eugène Chaboud          | Veritas       |        | Mechaniek       |
| NF      | Robert Manzon           | Simca-Gordini |        | Mechaniek       |
| NF      | Yves Giraud-Cabantous   | Talbot-Lago   | 7      | Benzinetank     |
| NF      | Pierre Veyron           | Simca-Gordini | 5      | Mechaniek       |
| NF      | Roger Loyer             | Veritas       | 4      | Mechaniek       |
| NF      | Charles Pozzi           | Talbot-Lago   | 3      | Versnellingsbak |
| NF      | Charles Huc             | Talbot-Lago   | 3      | Krukas          |
| NF      | Eugene Martin           | BMW           | 2      | Brandstofpomp   |
| NF      | Richard Ramseyer        | Maserati      | 1      |                 |